# Bengalia arawakia
Bengalia arawakia este o specie de muște din genul Bengalia, familia Calliphoridae. A fost descrisă pentru prima dată de Andy Z. Lehrer în anul 2006.
Este endemică în Jamaica. Conform Catalogue of Life specia Bengalia arawakia nu are subspecii cunoscute.